# Thomas Savage (archevêque)
Pour les articles homonymes, voir Savage et Thomas Savage.
Thomas Savage est un prélat anglais mort le 2 ou le 3 septembre 1507. Il est successivement évêque de Rochester, évêque de Londres et enfin archevêque d'York.

## Biographie
Thomas Savage est le fils cadet de John Savage de Clifton, dans le Cheshire. Par sa mère, il est le petit-fils du baron Thomas Stanley. Il étudie à l'université d'Oxford, où il décroche son Bachelor of Arts avant 1474, puis à Bologne (avant juillet 1477) et à Padoue, où il devient docteur en droit canon et exerce la charge de recteur de la faculté de droit en 1481-2.
De retour en Angleterre, il est nommé recteur du séminaire de Davenham (Cheshire) en 1470, puis de Jacobstow (Devon) en 1474, de Monks Risborough (Buckinghamshire) en 1484 et de Rosthorne (Cheshire). En 1490, il fait partie des émissaires anglais aux pourparlers qui débouchent sur le traité d'Étaples. Il est nommé évêque de Rochester le 3 décembre 1492 et sacré le 28 avril 1493. De 1496 au 18 janvier 1501, il est Évêque de Londres avant d'être élevé au rang d'archevêque d'York, fonction qu'il conserve jusqu'à sa mort. C'est en tant qu'archevêque qu'il célèbre les noces du prince de Galles Arthur Tudor avec Catherine d'Aragon.
Thomas Savage meurt au château de Cawood, au sud de la ville d'York, en 1507. Il est inhumé en la cathédrale d'York où l'on peut encore admirer sa tombe. Son cœur est déposé dans une châsse de la chapelle des Savage, dans l'église de Macclesfield.